# Komae

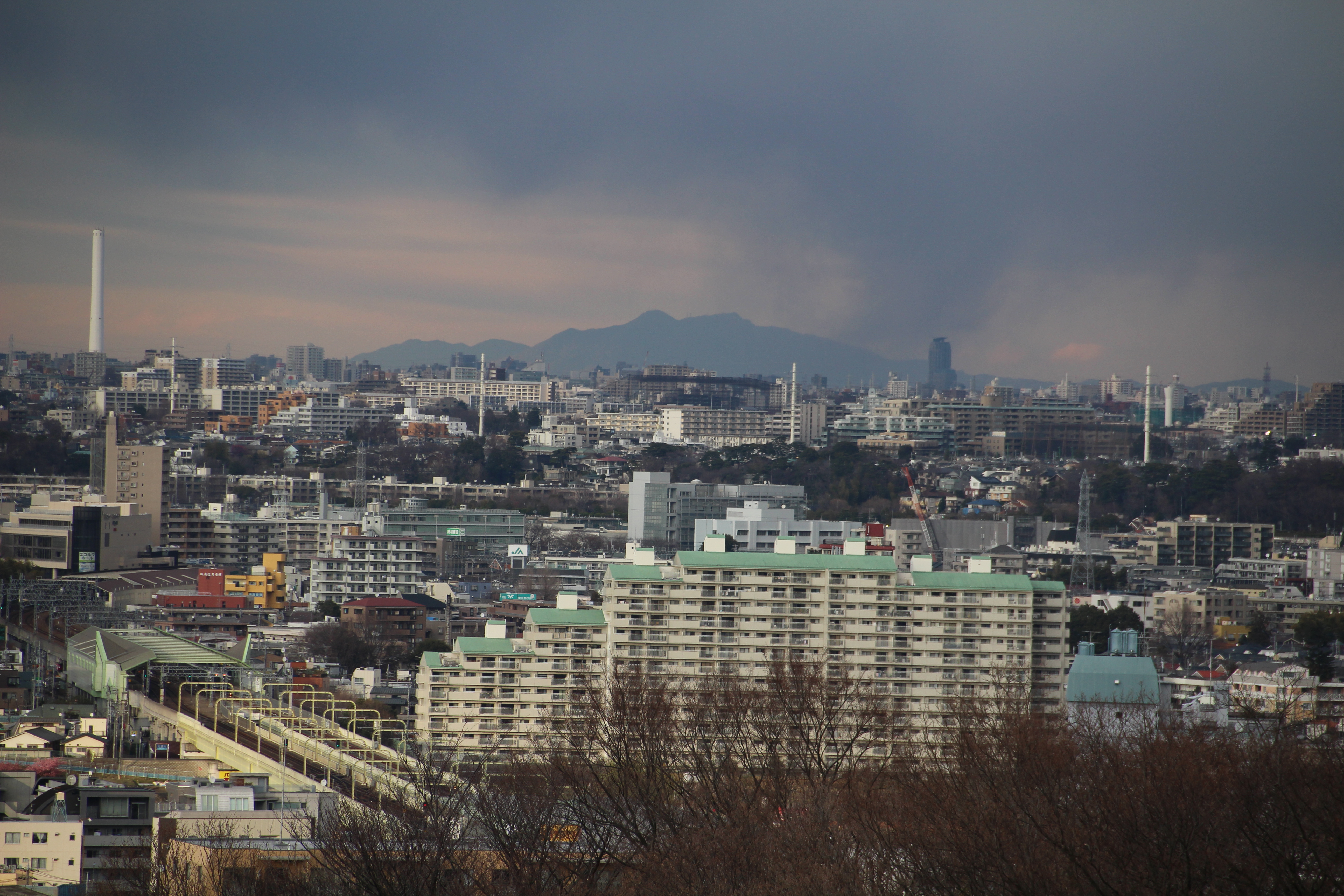
Skyline de Komae

Komae (狛江市, Komae-shi) és una ciutat i municipi del Tòquio occidental, a la metròpolis de Tòquio, a la regió de Kanto, Japó. Komae és el municipi amb categoria de ciutat amb menor superfície i població de tot Tòquio, sent també el segon més menut en termes de superfície de tot el Japó.

## Geografia
La ciutat de Komae es troba localitzada entre el riu Tama al sud-oest i el molt més xicotet No-gawa al nord i a l'est, on flueix prop dels límits del municipi amb la ciutat de Chōfu i el districte especial de Setagaya. El relleu del terme municipal és a grans trets pla. Komae és un municipi xicotet, amb un cercle amb radi de 2 quilòmetres des del centre fins als límits. La ciutat és essencialment una ciutat dormitori del centre de Tòquio, urbanitzat densament durant les dècades de 1960 i 1970, quan arrivaren molts treballadors del centre. El terme municipal de Komae limita amb els de Setagaya a l'est i Chōfu al nord, mentre que al sud limita amb la ciutat de Kawasaki, a la prefectura de Kanagawa.

## Història
Es creu que l'origen del nom de la ciutat és de la paraula koma, referint-se als immigrants, especialment del regne de Koguryö, a la península de Corea, els quals s'establiren a la zona vora el segle V després de Crist. Per tot el terme municipal s'hi poden trobar nombrosos kofun o túmuls funeràris.
La zona que actualment ocupa la ciutat de Komae va pertànyer fins a la fi del període Tokugawa a l'antiga província de Musashi. Després de les reformes cadastrals de la restauració Meiji, la zona va passar el 22 de juliol de 1878 a formar part del districte de Minamitama (Tama sud), aleshores part de la prefectura de Kanagawa. El poble de Komae es creà l'1 d'abril de 1889 amb l'establiment de l'actual llei de municipis. L'1 d'abril de 1893, tot el districte de Minamitama va passar a formar part de l'antiga prefectura de Tòquio. L'any 1927 s'obriren les dues estacions de ferrocarril de la ciutat, propietat del Ferrocarril Elèctric Exprés d'Odawara (Odakyū), connectant Komae amb Shinjuku. A causa del seu ràpid increment poblacional, l'any 1952 Komae va ser elevat a la categoria de vila i l'1 d'octubre de 1970 a l'actual de ciutat.
L'1 de setembre de 1970, el riu Tama al seu pas pel municipi es va desbordar a causa d'un tifó, resultant ensorrades 19 habitatges per les inundacions. Actualment, la riera ha estat reforçada. Un xicotet cenotafi es troba al lloc del desbordament.

## Política i govern

### Alcaldes
- Kazunari Tominaga (1970-1972)
- Kinshirō Yoshioka (1972-1984)
- Sanyū Ishii (1984-1996)
- Yutaka Yano (1996-2012)
- Kunihiko Takahashi (2012-2018)
- Toshio Matsubara (2018-present)

## Demografia
| 1920   | 1930   | 1940   | 1950   | 1960   | 1970   | 1980   |
| ------ | ------ | ------ | ------ | ------ | ------ | ------ |
| 2.679  | 3.957  | 5.657  | 10.124 | 25.252 | 60.297 | 70.836 |
| 1990   | 2000   | 2010   | 2020   | 2030   | 2040   | 2050   |
| 74.189 | 75.711 | 78.825 | 83.929 | -      | -      | -      |

## Transport

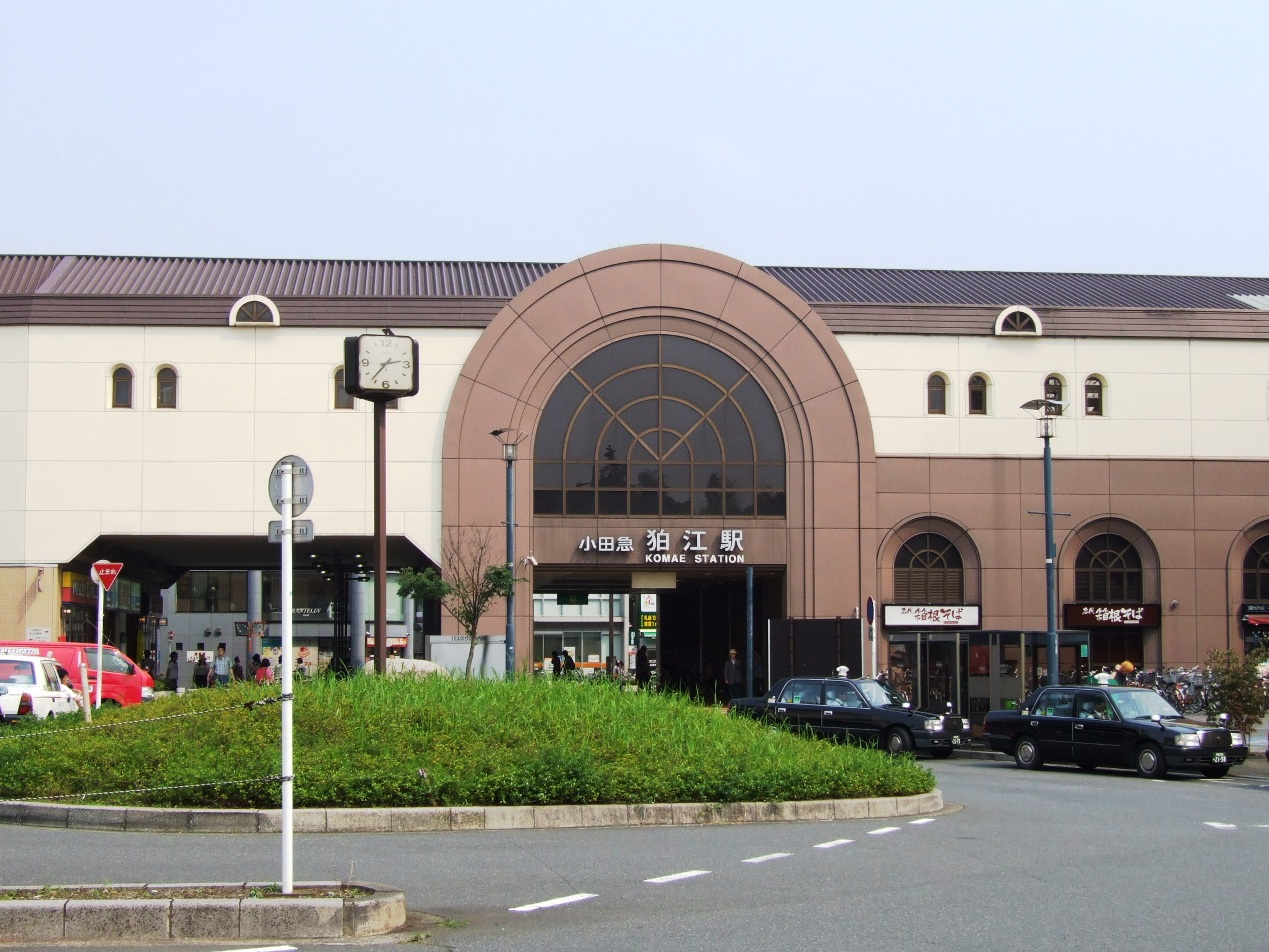
Estació de Komae

### Ferrocarril
- Ferrocarril Elèctric Exprés d'Odawara (Odakyū)
  - Komae - Izumi-Tamagawa

Als barris del nord de la ciutat, tenen millor accés a les estacions de la ciutat de Chōfu.

### Carretera
Pel terme municipal de Komae no hi passa cap autopista ni carretera nacional, només vies d'àmbit prefectural propietat del Govern Metropolità de Tòquio.